# Till sista blodsdroppen
Till sista blodsdroppen är en isländsk dramafilm från 1981, regisserad och skriven av Ágúst Guðmundsson. Huvudrollen spelas av Arnar Jónsson. Den isländska titeln är Útlaginn, som betyder "den fredlöse". Handlingen utspelar sig på 900-talet och skildrar hur en isländsk man genom en blodig släktfejd blir fredlös och måste hålla sig undan sina fiender. Filmen bygger på Gisle Surssons saga.

## Rollista (i urval)
- Arnar Jónsson – Gisli
- Ragnheiður Steindórsdóttir – Aud
- Tinna Gunnlaugsdóttir – Thordis
- Bjarni Steingrímsson – Bork
- Helgi Skúlason – Eyjolf
- Þráinn Karlsson - Þorkell
- Bjarni Steingrímsson - Spejar-Helgi

## Mottagande
Lasse Hallgren vid Aftonbladet skrev: "Av det här har den isländske regissören Ágúst Guðmundsson gjort en stark och mäktig film. Lika knapp i färger som de isländska hjältesagorna eller det isländska landskapet. Människornas handlingar, inte deras ord, avslöjar dem." Hallgren fortsatte: "Det finns kanske många som reagerar på våldsscenerna i den här filmen. Men en film från vikingatiden utan våld blir menlös och meningslös. Det finns två bra skäl att gå och se den här filmen. Ett är att du lär känna dina rötter, ett annat att det är en förbaskat bra film." I Svenska Dagbladet skrev Elisabeth Sörenson: "Svårigheterna har regissören i början av filmen och det har delvis med sagans konstruktion att göra: det är helt enkelt svårt att hålla reda på släktförhållandena och hämndmotiven så länge som handlingen försiggår i och kring de olika gårdarnas fållbänkar och det är litet halvmörkt. Guðmundsson kunde ha gjort det litet lättare för publiken bara genom att inte låta aktörerna vara till förväxling lika varandra. Men så snart han kommer ut ur interiörerna och kan arbeta i och med det isländska landskapet vidgas perspektiven i alla bemärkelser."